# Zale privata
Zale privata är en fjärilsart som beskrevs av Walker 1865. Zale privata ingår i släktet Zale och familjen nattflyn. Inga underarter finns listade i Catalogue of Life.